# Molus ismarus
Molus ismarus är en fjärilsart som beskrevs av Jean Baptiste Godart 1823. Molus ismarus ingår i släktet Molus och familjen juvelvingar. Inga underarter finns listade i Catalogue of Life.